# تريفور لوليس
تريفور لوليس (بالإنجليزية: Trevor Lawless)‏ هو لاعب كرة قدم ولاعب كريكت بريطاني في مركز الدفاع، ولد في 23 مارس 1932 في Cottam, Nottinghamshire ‏ في المملكة المتحدة، وتوفي في 19 يناير 2018. لعب مع أولدهام أثلتيك ونادي ألدرشوت ونادي بليموث أرجايل ونادي تون بينتري ونادي ساوثبورت ونادي ووستر سيتي.